# Conflicte de Cabinda
El conflicte de Cabinda és una insurrecció separatista armada protagonitzada pel Front d'Alliberament de l'Enclavament de Cabinda (FLEC), a la província de Cabinda, contra el govern estatal d'Angola. El conflicte va començar a la dècada dels 60, durant l'era colonial portuguesa. Entre les raons del conflicte armat hi ha el factor econòmic atès que Cabinda és un enclavament ric en petroli, magnesi, fosfats i posseeix boscos. A més, es pot afegir també el factor cultural, ja que el 90% de la població és francòfona.
Les arrels del conflicte remunten a l'era colonial portuguesa i a la posterior guerra civil, i té origen en l'exigència de la província ultramarina de Cabinda que hauria d'esdevenir una república independent. El FLEC inicialment va combatre entre els anys 1963 i 1974-1975 contra el govern colonial portuguès. Segons el FLEC, Cabinda mai ha format part integrant d'Angola i no hi posseeix lligams administratius, geogràfics o històrics. Així doncs, després de la Revolució dels Clavells a Portugal, Cabinda fou annexionada mitjançant el Tractat d'Alvor, signat a la regió de l'Algarve, al sud de Portugal, que va permetre la independència d'Angola.